# Susret Lava Velikog i Atile
Susret Lava I. i Atile freska je talijanskog renesansnog umjetnika Rafaela. Slikana je od 1513. do 1514. godine kao dio prostorija koje su danas poznate kao Stanze di Raffaello, u Apostolskoj palači u Vatikanu.
Slika prikazuje susret pape Lava I. i Atile Hunskog koji se dogodio 452. godine u sjevernoj Italiji. Prikaz svetog Petra i svetog Pavla pojavljuje se na nebu dok nose mačeve kao zagovornici koji su spriječili hunsku invaziju na Italiju.

### Mrežna sjedišta
- Lav Veliki – neumorni branitelj Crkve. Informativna katolička agencija. Pristupljeno 7. studenoga 2024.